# Nagyszombati kódex

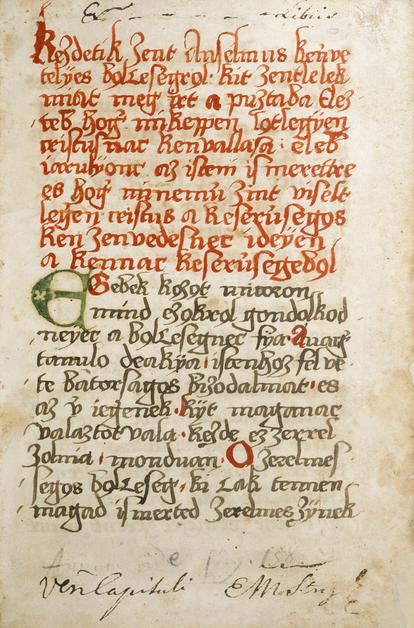
A Nagyszombati kódex első levele.

Nagyszombati kódex név alatt ismeretes egy késő középkori magyar nyelvemlék.
Az ismeretlen személy által 1512-ben és 1513-ban másolt mű 397 lapnyi terjedelmű. Valláserkölcsi elmélkedéseket és imádságokat tartalmaz. Korábban a Nagyszombati Egyetemi Könyvtárban őrizték (innen ered a neve), később az esztergomi érseki könyvtárba került át. A Nyelvemléktár III. kötetében jelent meg 1874-ben Komáromy Lajos és Királyi Pál kiadásában.